# Xã Marilla, Michigan
Xã Marilla (tiếng Anh: Marilla Township) là một xã thuộc quận Manistee, tiểu bang Michigan, Hoa Kỳ. Năm 2010, dân số của xã này là 393 người.